# 紺屋町 (高松市)
紺屋町（こんやまち）は、香川県高松市中心部の町丁。郵便番号は760-0027。住居表示に関する法律に基づく住居表示は実施されていない。

## 地理
高松市役所より0.2km、高松市中心部の都心に位置し、西は県庁前通り及び中央通り、南は美術館通り及び市道三番町築地線によって区切られ、北は磨屋町、東は丸亀町のそれぞれ裏手にあたる町である。当町の中央を分断する形で中央通りが貫通しており、付近は四国地方における企業の拠点が集積し域内有数の中心業務地区を形成している。また、東部の美術館通り沿いには高松市美術館が立地している。
2015年国勢調査による人口は48人（男18人/女30人）、世帯数は24世帯、面積は2万5270.278m2、人口密度は4801.9人/km2。公立小学校・中学校の校区は全域が新番丁小学校・紫雲中学校に属している。
町内における都市計画法に基づく用途地域は全域が商業地域で、容積率は中央通りを挟んだ東西の街区が600%、それ以東が500%、以西が400%である。

## 歴史
町域の大部分は江戸時代から1958年（昭和33年）まで南紺屋町と呼称した。古くからあったとみられる職人町の1つで、職業別集住制に基づいて染色職人が住んだことが町名の由来である。初見は寛永17年（1640年頃）、高松城下絵図に「こうや町」と記載がある。
江戸期の町内には点者を業とした山崎柏舟が在住し、天明元年（1781年頃）俳書「通俗志」、後に改訂版「俳諧通俗志季節早合点」を出版した。また幕末・明治維新期には画家の安原枝澄（三江）が在住し、俳句狂歌にも長じたほか、「讃岐国名勝図会」に盆踊りの絵を描き、石清尾八幡宮御渡の図を残した。
1890年（明治23年）2月15日にはそれまで城下町各町の集合体であった高松の区域を以って市制を施行して高松市が成立し、南紺屋町はその一部となった。また碑文・墓文・広告などから売薬まで手掛けた書画骨董舗の山崎挿雲堂があった。1945年（昭和20年）7月4日未明にはアメリカ軍による無差別絨毯爆撃「高松空襲」を受け、焼失率100%で町内全てが灰燼に帰した。空襲で壊滅的な被害を受けた高松市中心部では大部分で土地区画整理事業（戦災復興土地区画整理事業）が施行され、南紺屋町も全域が第一工区第一次区域として区画整理の対象となった。この区画整理事業の完工となる換地処分公告は1958年（昭和33年）7月10日である。その翌日7月11日の地番整理を以って町域が変わり、南紺屋町は大部分が紺屋町に置き換えられ、一部が三番町及び丸亀町へ編入され、同時に一番丁、外磨屋町、南鍛冶屋町、三番丁及び丸亀町の一部を当町に編入した。1968年（昭和43年）、隣町の住居表示導入に伴い、中央通り以西と市道二番町築地線以南が番町一丁目～四丁目へ編入される。

## 主要施設
掲載順は地番の順序による
- 損保ジャパン日本興亜高松ビル
- 高松フコク生命ビル
- ホシザキ四国本社
- 平田歯科
- 鹿島紺屋町ビル
- 高松紺屋町クリニック
- アルファパークナード高松ザ・タワー
- 三井住友信託銀行高松支店
- 高松大同生命ビル
- 高松市美術館